# Premio Documenta
El Premio Documenta de narrativa es un premio literario que, desde 1980, se concede cada año en Barcelona a la mejor obra de ficción escrita en lengua catalana por un autor menor de 35 años, y que no haya sido previamente publicada. El premio fue concebido y es concedido por la Librería Documenta, situada en la calle Cardenal Casañas de Barcelona. Está dotado con 5.000 euros. La obra ganadora es editada y publicada por la editorial L'Altra Editorial aunque hasta 2012 fue publicada por la editorial Empúries.
Desde su creación en 1980, el premio ha sido convocado todos los años excepto en uno, 1992, y en siete ocasiones ha sido declarado desierto.
El premio se concede cada año durante el mes de noviembre.

## Historial
| Año  | Obra                                          | Autor                       |
| ---- | --------------------------------------------- | --------------------------- |
| 2024 | Els crits                                     | Víctor Recort ex aequo      |
| 2024 | Un gat negre al jardí                         | Irene Zurrón ex aequo       |
| 2023 | Al bosc s'hi ha d'arribar quan encara és fosc | Maria Arimany               |
| 2022 | Desierto                                      | Desierto                    |
| 2021 | Distòcia                                      | Pilar Codony                |
| 2020 | Els desperfectes                              | Irene Pujadas ex aequo      |
| 2020 | Les closques                                  | Laia Viñas ex aequo         |
| 2019 | Desierto                                      | Desierto                    |
| 2018 | La mort lenta                                 | Xavier Mas Craviotto        |
| 2017 | Els dics                                      | Irene Solà                  |
| 2016 | El forat                                      | Jordi Amor                  |
| 2015 | Germà de gel                                  | Alicia Kopf                 |
| 2014 | Puja a casa                                   | Jordi Nopca                 |
| 2013 | La nostra vida vertical                       | Yannick Garcia              |
| 2012 | Albert Serra (la noveŀla, no el cineasta)     | Albert Forns                |
| 2011 | Desierto                                      | Desierto                    |
| 2010 | Una terra solitària                           | Bel Olid                    |
| 2009 | La felicitat dels dies tristos                | Pere Antoni Pons            |
| 2008 | Twistanschauung                               | Víctor García Tur           |
| 2007 | Desierto                                      | Desierto                    |
| 2006 | Imagina un carrer                             | Guillem Sala                |
| 2005 | Desierto                                      | Desierto                    |
| 2004 | L’estupor que us espera                       | Melcior Comes               |
| 2003 | Desierto                                      | Desierto                    |
| 2002 | Homeless                                      | Pau Vidal                   |
| 2001 | Voleriana                                     | Salvador Company            |
| 2000 | La germana gran                               | Carles Miró                 |
| 1999 | Desierto                                      | Desierto                    |
| 1998 | En companyia de l'altre                       | Vicenç Pagès Jordà ex aequo |
| 1998 | L'extinció                                    | Sebastià Alzamora ex aequo  |
| 1997 | Ni tu, ni jo, ni ningú                        | Flavia Company              |
| 1996 | Entomología                                   | Toni Sala                   |
| 1995 | Herois d’Azània                               | Alfred Bosch                |
| 1994 | Abam-ba-Buluba-bam-bu                         | Aleix Cort                  |
| 1993 | L’Estat contra P.                             | Òscar Pàmies                |
| 1992 | No convocado                                  | No convocado                |
| 1991 | Hotel Europa                                  | Vicenç Villatoro            |
| 1990 | Carn a les bésties                            | Jordi Arbonès               |
| 1989 | Calida nit                                    | Lluís-Anton Baulenas i Setó |
| 1988 | Desierto                                      | Desierto                    |
| 1987 | Mal de lluna                                  | Jordi Coca                  |
| 1986 | El plat preferit dels cucs                    | Pere Saborit                |
| 1985 | Ni una gota de sang xarnega                   | Jordi Viader                |
| 1984 | Desierto                                      | Desierto                    |
| 1983 | FM: Fragmentació modulada                     | Carles Decors               |
| 1982 | Somni                                         | Joaquim Pijoan              |
| 1981 | Interruptus                                   | Valerià Pujol               |
| 1980 | Descomposicions                               | Josep Elias                 |